# Schindbach (Jagst)
Der Schindbach oder Schimbach ist ein etwa drei Kilometer langer Bach im Gebiet der Kleinstadt Langenburg im Landkreis Schwäbisch Hall im nordöstlichen Baden-Württemberg, der am Nordfuß des Stadt und Schloss tragenden Bergsporns von rechts und Osten in die mittlere Jagst mündet.

## Name
Die auf einer topographischen Karte aus der ersten Hälfte des 20. Jahrhunderts eingetragene Namensform Schimbach entspricht der Aussprachevereinfachung im örtlichen Dialekt.

## Geographie

### Verlauf
Der nur zeitweise wasserführende Oberlauf des Schindbachs fließt in einem Graben, der etwa einen Kilometer ostnordöstlich der Ortsmitte des Langenburger Weilers Atzenrod am Alten Postweg und der Trasse der ehemaligen Bahnstrecke Blaufelden–Langenburg auf etwa 483 m ü. NHN beginnt. Dieser zieht schnurgerade zwischen Feld und Wiese auf Atzenrod zu, in dem er der Blaufelder Straße folgend unterirdisch verdolt weiterläuft. Nachdem er auf etwa 450 m ü. NHN den Grabenweg gequert hat, tritt er in wieder offenem Lauf seine Waldklinge ein, in der sein beständigerer Unterlauf steil zu Tale stürzt. Weniger als 500 Meter weiter unterquert er die Spitzkehre der sein Tal nutzenden Talsteige der L 1033 von Langenburg nach Oberregenbach auf etwa 450 m ü. NHN. Nördlich unterm Schloss Langenburg auf dem Talsporn links passiert er die Kläranlage der Kleinstadt und quert sogleich die L 1025 auf dem Grund des Jagsttals. Gut hundert Meter weiter mündet er von rechts in inzwischen westnordwestlicher Richtung auf 286,7 m ü. NHN in die mittlere Jagst.  
Der Schindbach mündet rund 196 Höhenmeter unter dem Beginn seines Oberlaufgrabens, sein mittleres Sohlgefälle auf dieser etwa 3,0 km langen Fließstrecke liegt bei etwa 65 ‰. Der größte Teil des absoluten Gefälles, nämlich etwa 163 Höhenmeter, entfällt auf seinen Klingenlauf, der nur etwa 1,7 km lang ist, dort liegt das mittlere Sohlgefälle deshalb sogar bei rund 97 ‰.
Der Schindbach hat keine bedeutenden Zuflüsse.

### Einzugsgebiet
Das 2,2 km² große Einzugsgebiet erstreckt sich etwa 2,9 km weit westwärts von nahe dem Grabenlaufbeginn bis zur Mündung; quer dazu ist es maximal 1,0 km breit. Es grenzt reihum: im Nordnordwesten lange an das Entwässerungsgebiet des Reisichsbachs, eines etwa parallelen Waldklingenbachs weiter flussabwärts, der kurz vor Oberregenbach in die Jagst mündet; im Nordosten kurz an das des Holderbachs, der die Jagst erst abwärts von Unterregenbach erreicht; im Osten wieder länger an das des Michelbachs, dessen Abfluss die Jagst nun oberhalb der Schinbach-Mündung über die Brettach erreicht. Die auffälligste Wasserscheide läuft auf dem Kamm des Langenburger Talsporns im Süden, dessen Abfall zur anderen Seite zu großen Teilen der in Bächlingen in die Jagst mündende Ziegelbach entwässert. Die mit bis 491,1 m ü. NHN größten Höhen liegen alle auf der nordöstlichen und östlichen Wasserscheide. 
Der Langenburger Weiler Atzenrod ist der einzige Ort am Lauf, um sein Weichbild aus Obstwiesen herum liegen fast nur Felder. Das gesamte Einzugsgebiet liegt auf der Langenburger Ortsgemarkung und im Naturraum Kocher-Jagst-Ebenen, bis zur Klinge in dessen Unterraum Bartenstein-Langenburger Platten, dann im Unterraum Mittleres Jagsttal.
In seinem Abschnitt auf der Hochebene bis zum Klingeneintritt nach Atzenrod läuft der Schindbach auf der Lettenkeuper-Decke (Erfurt-Formation) des Muschelkalks, in dessen drei große Schichten sich der Bach dann in seiner steilen Schlucht zum Jagsttalgrund hinunter bis in den Unteren Muschelkalk einschneidet. Dort durchquert er zuletzt den Auensedimentschlauch um den Fluss. Auf den höchsten Partien des Einzugsgebiets an seinem Nord- und Südostrand liegt auf dem Lettenkeuper noch Lösssediment aus ebenfalls quartärer Ablagerung.

## Natur und Schutzgebiete
Der größte Teil der Unterlaufschlucht ist Teil des Landschaftsschutzgebietes Mittleres Jagsttal mit Nebentälern und angrenzenden Gebieten. In dieser Klinge gibt es Rutschungen und Sickerquellen am Hang, verstürzte Bäume und abgelagerten Blockschutt auf dem Grund. Streckenweise läuft der Bach unter Schotter, am unteren Teil hat er eine bis 30 Meter breite Terrasse aufgeschüttet.

### LUBW
Amtliche Online-Gewässerkarte mit passendem Ausschnitt und den hier benutzten Layern: Lauf und Einzugsgebiet des Schindbachs

Allgemeiner Einstieg ohne Voreinstellungen und Layer: Daten- und Kartendienst der Landesanstalt für Umwelt Baden-Württemberg (LUBW) (Hinweise)
1. 1 2 3  Höhe nach dem Höhenlinienbild auf dem Hintergrundlayer Topographische Karte.
2. 1 2 3  Höhe nach schwarzer Beschriftung auf dem Hintergrundlayer Topographische Karte.
3. ↑  Länge des Laufs in der Klinge nach dem Layer Gewässernetz (AWGN), zusätzlich die des Oberlaufs abgemessen auf dem Hintergrundlayer Topographische Karte.
4. ↑  Einzugsgebiet nach dem Layer Basiseinzugsgebiet (AWGN).
5. ↑  Länge nach dem Layer Gewässernetz (AWGN).
6. ↑  Klingenbeschreibung nach dem Layer Biotop.

### Andere Belege
1. 1 2  Beschriftung mit dem Namen Schimbach auf
  - Meßtischblatt 6725 Gerabronn von 1938 in der Deutschen Fotothek

Es scheint eine der im regionalen Dialekt auftretenden Lautassimilationen /nb/ > /mb/ oder /ndb/ > /mb/ stattgefunden zu haben.
2. ↑  Wolf-Dieter Sick: Geographische Landesaufnahme: Die naturräumlichen Einheiten auf Blatt 162 Rothenburg o. d. Tauber. Bundesanstalt für Landeskunde, Bad Godesberg 1962. → Online-Karte (PDF; 4,7 MB)
3. ↑  Geologie grob nach: Mapserver des Landesamtes für Geologie, Rohstoffe und Bergbau (LGRB) (Hinweise)